# Seznam slovenských hráčů v KHL v sezóně 2009/2010
Toto je seznam hráčů Slovenska v sezóně 2009/2010 KHL.
- HK Spartak Moskva • Ivan Baranka • Martin Cibák • Jaroslav Obšut • Branko Radivojevič • Štefan Ružička
- Severstal Čerepovec • Ladislav NagyPeter Smrek • Rastislav Staňa • Marek Zagrapan
- HK Lada Toljatti • Richard Kapuš • Roman Kukumberg • Erik Weissmann
- Avtomobilist Jekatěrinburg • Tomáš Slovák
- Barys Astana • Peter Podhradský • Jozef Stümpel
- Dinamo Riga • Marcel Hossa • Róbert Petrovický
- HK Dinamo Minsk • Richard Lintner
- HK MVD Balašicha • Martin Štrbák
- Lokomotiv Jaroslavl • Richard Zedník
- Metallurg Novokuzněck • Richard Kapuš
- CHK Neftěchimik Nižněkamsk • Tomáš Starosta
- Ak Bars Kazaň • Roman Kukumberg
- Atlant Mytišči • Ján Lašák